# Stadio Slokas
Lo stadio Slokas (lt. Slokas stadions) è un impianto polivalente situato a Jūrmala. Lo stadio viene usato principalmente per le gare casalinghe dello Spartaks Jūrmala. L'impianto ha una capienza di 2.500 posti.